# Neuhaus (компания)
Neuhaus («Нойхаус») — бельгийская компания, производящая изделия из шоколада: различные шоколадные конфеты (включая трюфели), плиточный шоколад, печенье и цукаты и орехи в шоколаде, а также шоколадные диски, шоколадную пасту, мороженое и другие сладости. Основана в 1857 году Жаном Нойхаусом. Первый магазин был открыт в Брюсселе, в Галереях Святого Губерта.
Имея более 1500 торговых точек в 50 странах, Neuhaus активно экспортирует свою продукцию. Производство находится во Влезенбеке, недалеко от Брюсселя. Компания имеет статус «Поставщика двора» королевского дома Бельгии.

## История
Приехав в Брюссель из родной Швейцарии, в 1857 году Жан Нойхаус открыл аптеку в Галерее Святого Губерта, недалеко от площади Гран-Плас. Он начал свой бизнес с того, что покрыл лекарства шоколадом, чтобы их было проще принимать. Затем к лекарствам на прилавке заведения прибавились собственно кондитерские изделия.
Бизнес Жана Нойхауса, унаследовал сын Фредерик (фр.). В 1912 году, в год смерти Фредерика, его сын Жан Нойхаус Второй (фр.), внук Жана Нойхауса, начал производство шоколадных конфет. Продукция понравилась покупателям, а компания Neuhaus вскоре стала официальным поставщиком бельгийского королевского двора.

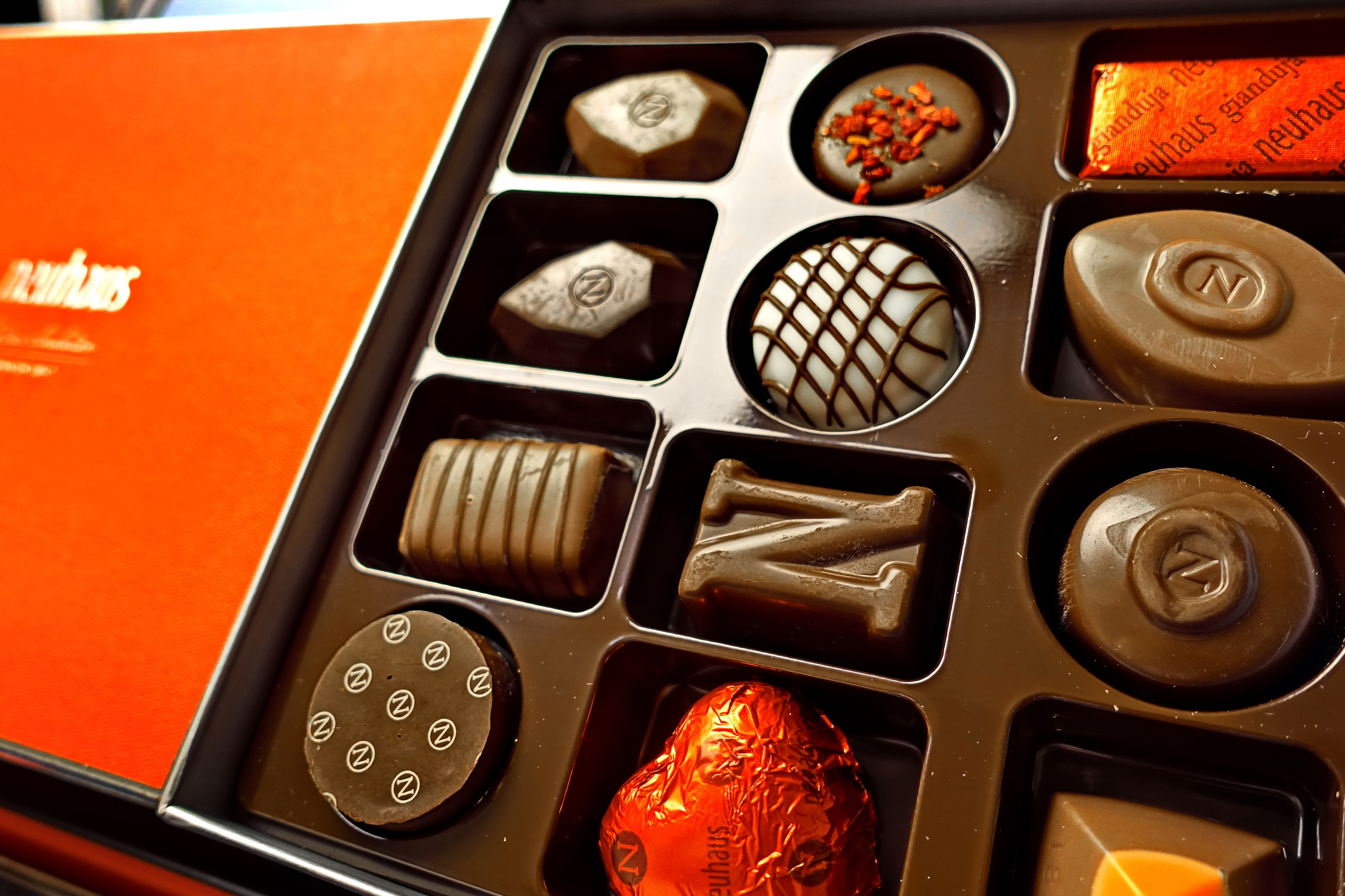
Конфеты Neuhaus в коробке крупным планом.

За этим последовало ещё одно нововведение: Луиза Агостини (фр.), жена Жана, заметила, что конфеты раздавливаются в бумажных пакетах, в которые их заворачивают. Вместе со своим мужем в 1915 году она разработала «баллотин» (фр. ballotin) — коробку для конфет особой формы. Дизайн коробки был запатентован, регистрационный документ датирован 16 августа 1915 года.
Позже на себя взял управление бизнесом зять Жана, Адельсон де Гавр. Он, в частности, создал эксклюзивную серию шоколадных конфет к Всемирной выставки 1958 года, проходившей в Брюсселе. Его супруга Сюзанна Нойхаус специализировалась на оформлении и упаковке. Компания расширялась, открылась сеть фирменных магазинов по всей Бельгии, а также за рубежом.
По состоянию на сентябрь 2022 года, бутики компании расположены во многих странах ЕС, а также Великобритании, США и других странах (всего около 50 стран).